# شیخ حسن (نظرآباد)
شیخ حسن (نظرآباد)، روستایی از توابع بخش تنکمان شهرستان نظرآباد در استان البرز ایران است.

## جمعیت
این روستا در دهستان نجم‌آباد قرار دارد و براساس سرشماری مرکز آمار ایران در سال ۱۳۸۵، جمعیت آن ۸۷۳ نفر (۲۲۰خانوار) بوده‌است.